# Doly v Nord-Pas de Calais

Umístění těžebního regionu

Poloha v regionu Nord-Pas-de-Calais (neoznačeno: oblast Boulonnais)

Těžební pánev v Nord-Pas de Calais (fr. Bassin minier du Nord-Pas-de-Calais) je oblast, která byla formována těžbou uhlí a je využívána dodnes. Rozkládá se nedaleko hranic mezi Francií a Belgií. Od roku 2012 je na seznamu světového dědictví UNESCO.

## Zvláštnosti
UNESCO určilo území o rozloze 120 000 hektarů, na kterých se nachází 109 různých staveb. Jedná se o doly s navíjecími věžemi, železniční tratě pro dopravu uhlí, nádraží, dělnické kolonie, školy, kostely, administrativní budovy, radnice, nemocnice a sportovní zařízení. Severofrancouzský uhelný revír se vyvíjel přes tři století. V podzemí panovaly zvláštní pracovní podmínky s nebezpečím, zakládaly se odbory, bylo nutné urbanistické plánování.

## Dějiny
První ložiska byla objevena kolem roku 1660 v Boulonnais (region Nord-Pas-de-Calais), kde vznikly doly (Mines du Boulonnais). Uhlí se poprvé těžilo v dnešním departementu Pas-de-Calais.
V dnešním departementu Nord začalo hledání uhlí v roce 1716: Nicolas Desaubois se spojil s Jacquesem Richardem, Pierrem Taffinem a bratry Jean-Jacquesem a Jean-Pierrem Desandrouinem. Nejprve otevřeli některé sloje, které byly brzy vytěženy. Dne 3. února 1720 byla objevena sloj čtyřikrát mohutnější  než ty, které byly do té doby nalezeny. Koncem roku 1720 zde nastal průval vody, který nebylo možné zastavit. I přes tyto těžkosti bylo zjištěno, že se ve Fresnes-sur-Escaut nachází černé uhlí.
O čtrnáct let později, 24. června 1734 bylo v dolu u Anzinu nalezeno černé uhlí. Zpočátku bylo vedeno několik soudních sporů o získání vlastnictví, dokud Emmanuel de Croÿ-Solre neuspěl ve sloučení zúčastněných stran do společného podniku a dne 19. listopadu 1757 založil Compagnie des mines d'Anzin. Společnost se velmi rychle rozvíjela. V roce 1750 se těžba v oblasti „Pavé du Nord“ (v hloubce 73 metrů) definitivně zastavila. V roce 1760 (v hloubce 182 metrů) se zastavila i těžba v oblasti „Pavé du Sud“.
Zejména od počátku industrializace přispěl parní stroj a řada dalších vynálezů k usnadnění a zefektivnění těžby uhlí.